# Ottavio Piccolomini
Ottavio Piccolomini d’Arragona či také Octavio Piccolomini (11. listopadu 1599 Florencie – 11. srpna 1656 Vídeň) byl italský šlechtic z rodu Piccolominiů a generál, sloužící v císařské armádě Svaté říši římské v hodnosti polního maršála, a velitel tělesné stráže Albrechta z Valdštejna.

## Biografie

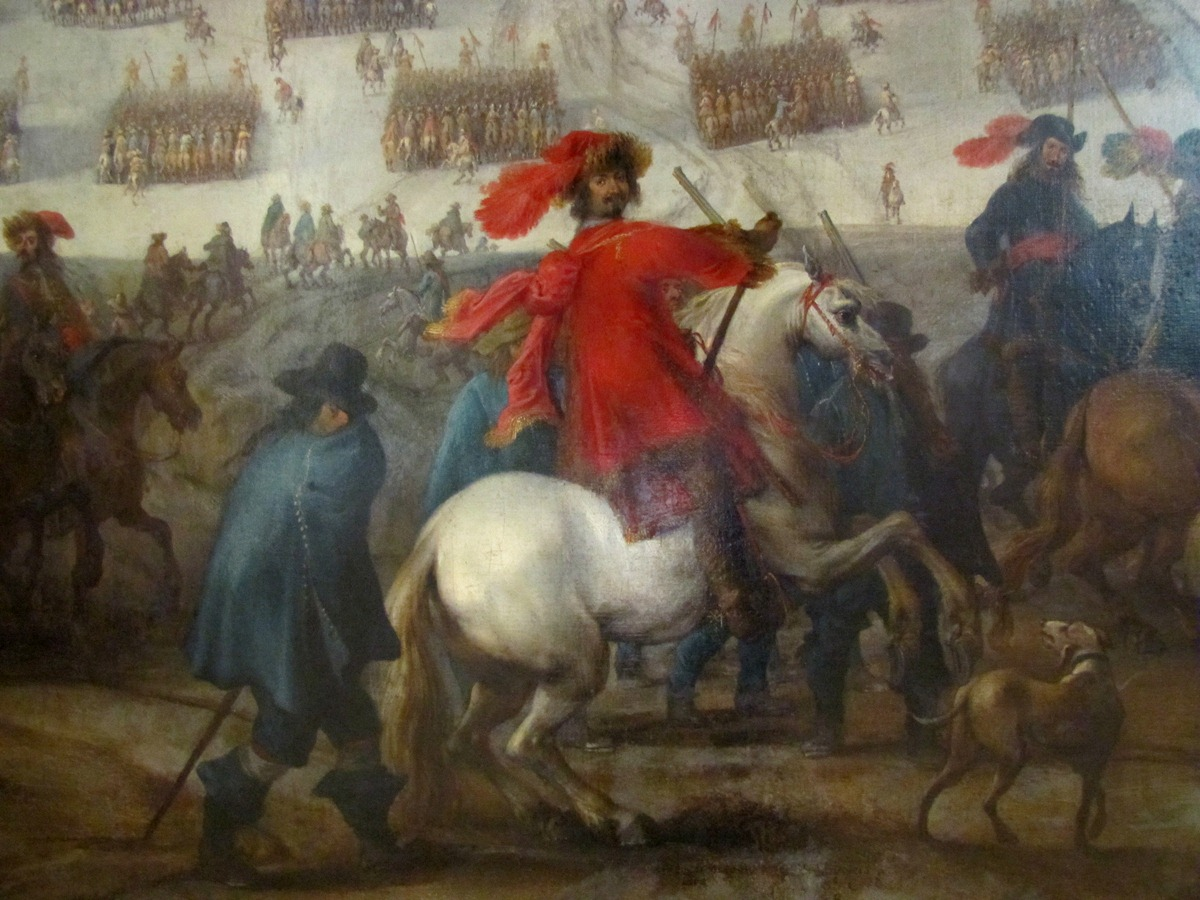
Výřez z obrazu Pietera Snayerse – na koni sedící Piccolomini

Narodil se ve Florencii na sklonku 16. století jako syn Silvia Piccolominiho. 
V roce 1616 se stal členem španělské armády, odkud v roce 1619 přešel do služeb toskánského velkovévody. Po vypuknutí třicetileté války byl jmenován kapitánem jezdeckého pluku, poslaného velkovévodou Cosimem II. jako pomoc císařově armádě a pod vedením Karla Bonaventury z Buquoy se v hodnosti rytmistra zúčastnil bitvy na Bíle hoře a maďarského tažení.
V roce 1624 byl na krátkou dobu ve Španělsku a působil mezi kyrysníky Gottfrieda Heinricha Pappenheima v hodnosti podplukovníka až do Pappenheimovy smrti. Roku 1627 znovu vstoupil do císařských služeb jako plukovník ve Valdštejnově pluku. V této funkci se však dopustil chyby, protože se přišlo na to, že v pomořanském městě Stargard vymáhal peníze za ochranu. V téže době se také zúčastnil v roli vyjednávače a plundrujícího války o dědictví mantovské. 
Jeho důležitou bitvou byla bitva u Lützenu, ve které mu byly připsané daleko větší zásluhy než Heinrichu Holkovi. Piccolominiho ihned po oficiální zprávě z bitvy totiž císař povýšil do hodnosti feldwachtmeistera (polního vachmistra - odpovídá hodnosti generálmajora). 
Později se také podílel na spiknutí proti Valdštejnovi, které vyústilo v jeho zavraždění v Chebu. Tato jeho role byla důkladně zpracovaná Schillerem v jeho tragédii Valdštejn. Následně pak byl odměněn hodností maršála, 100 000 zlatými a náchodským panstvím. Své zkušenosti později zužitkoval i v bitvě u Nördlingenu. V roce 1635 se spojil se Španěly a pod jeho vedením dosáhla jejich armáda 7. června 1639 velkého vítězství u Thionville. Za to dostal od španělského a neapolského krále Filipa IV. titul vévody z Amalfi. V císařském vojsku se ale nestal se nástupcem Matyáše z Gallasu, jak doufal. Roku 1636 se spolu s Janem z Werthu dostal až do Francie. V jeho další bitvě – u Breitenfeldu v roce 1642 – byl spolu s arcivévodou Leopoldem I. Vilémem poražen Švédy. Pár následujících let byl ve španělské armádě a za odměnu získal titul granda a Řád zlatého rouna. Poté znovu vstoupil do řad císařské armády a po smrti Petera Melandera v bitvě u Zusmarshausenu se stal generálporučíkem. Po vyhlášení míru mu císař napsal děkovný dopis a daroval mu 114 566 zlatých. Usadil se tedy ve svém zámku v Náchodě a začal ho přestavovat.
Po ukončení vojenské kariéry se oženil s Marií Benignou Františkou Sasko-Lauenburskou, dcerou vévody Julia Jindřicha. S ní měl jedno dítě (nikoliv dvě – viz kapitola Fikce) – Silvia Josefa (Giuseppe) Piccolominiho, který ho nepřežil, protože byl zavražděn Švédy po bitvě u Jankova. Po jeho smrti 11. srpna 1656 ve Vídni jeho tituly připadly jeho synovci. Byl pohřben v kostele Zvěstování Panny Marie, patřícímu řádu servitů.

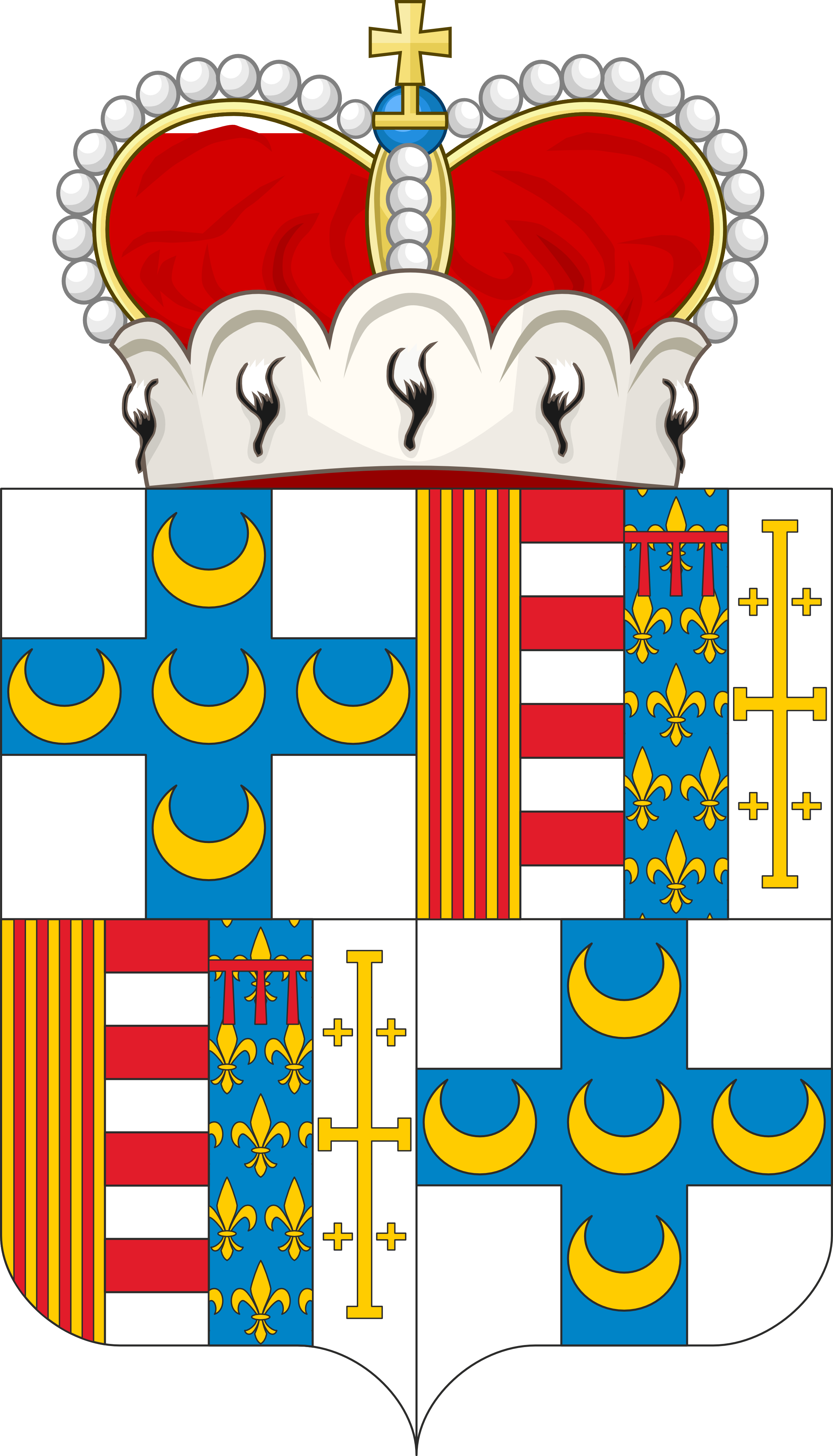
Knížecí znak Ottavia Piccolomini Pieri d'Aragona

Byl významným mecenášem řádu servitů, kupříkladu v městě Rossau investoval stavbu kostela, dokončení se však nedočkal. V servitském kostele byl také pohřben.

## Fikce
V díle Friedricha Schillera Valdštejn je zmiňován ještě jeden syn, který se měl jmenovat Max. Je to ovšem fikce – syna měl jenom jednoho.

## Portréty

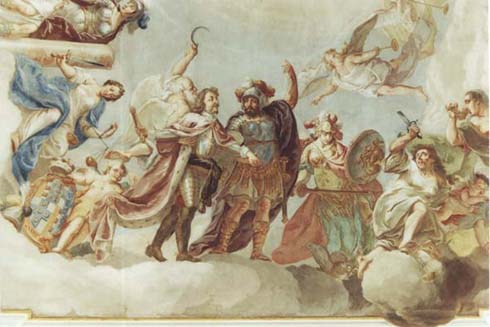
Strop zámku Náchod – vyobrazení Piccolominiho
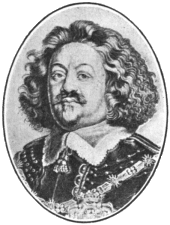
Jedna z jeho možných podob
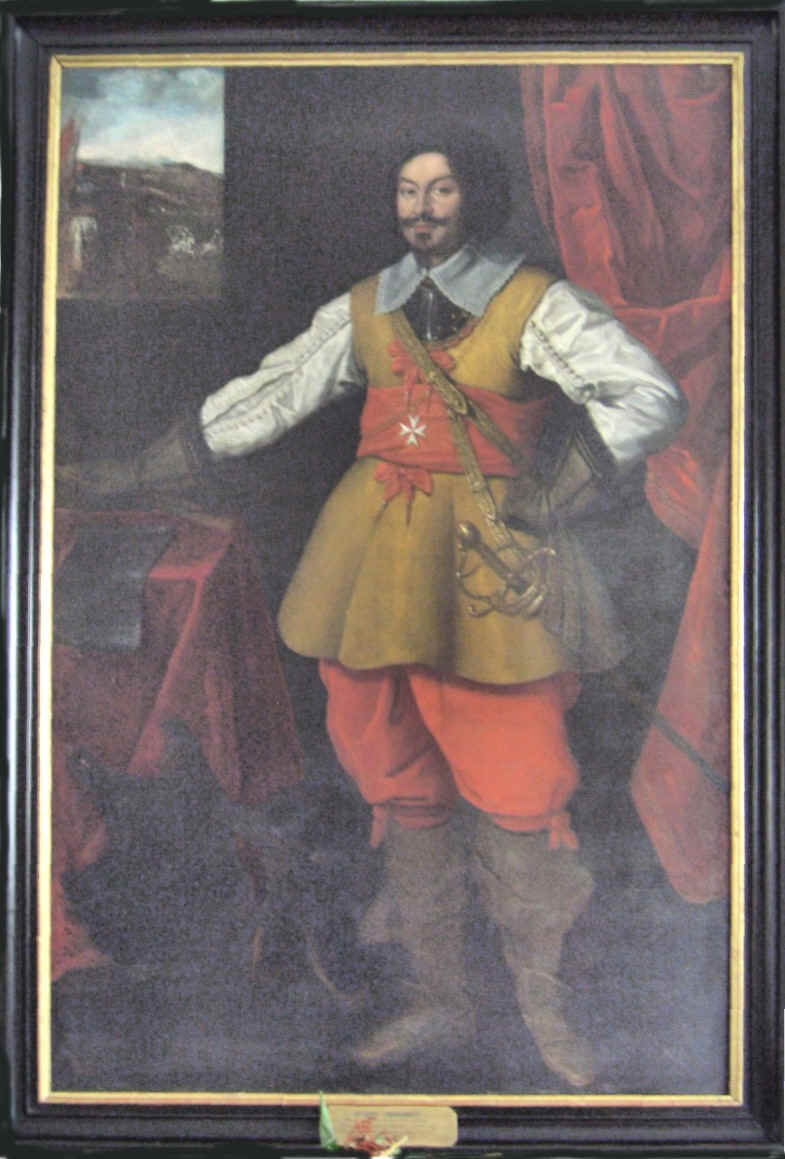
Obraz vystavený na náchodském zámku
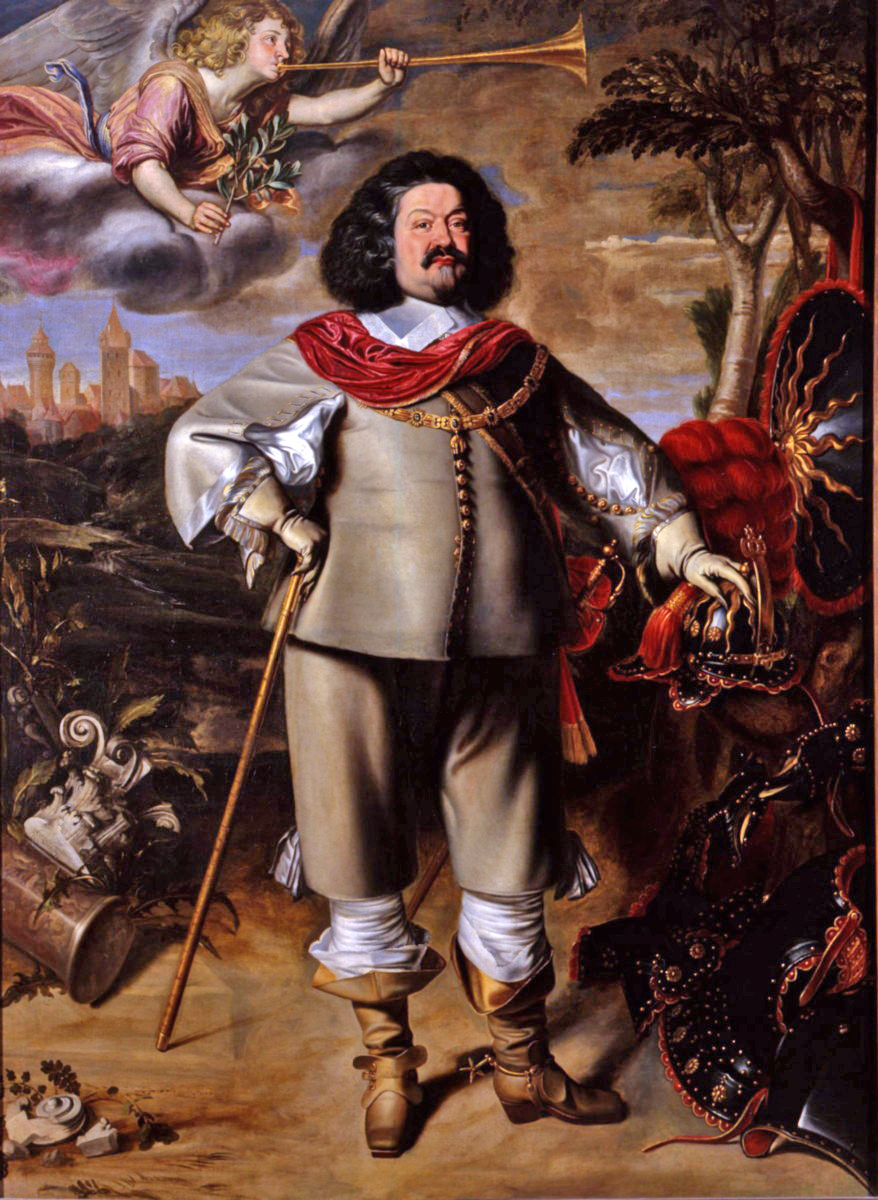
Další podoba generála